# Paládicspuszta
Paládicspuszta a Pest vármegyei Abony külterületi városrésze, a település közigazgatási területének legkeletibb részén, közvetlenül Pest vármegye és Jász-Nagykun-Szolnok vármegye határán. Területén áthalad a Budapest–Záhony-vasútvonal, melynek egykor megállóhelye is volt itt, a második világháborúig rakodóvágánnyal, melyhez a báró Harkányi-uradalomról keskeny vágányú lóvasút is csatlakozott. A településrész nevét viselte a vasútvonal egy elágazása is, az újszászi vonal becsatlakozása előtt, bár az már valójában szolnoki területen található; a megállóhely térségében volt a vasútvonal egyik súlyos balesete is, 1963 karácsonyán.
A településrész területén (a vasúti megállóhelytől kissé délre) a működött 1940-től a második világháború végéig a M. Kir. 14. számú vegyi-lőszerraktár, ahol vegyi töltetű lőszereket raktároztak. A terület 4 részre osztott, több kiszolgáló épülettel ellátott hely volt, amit a front megérkezése előtt mindenestül felszámoltak, a készletet elszállították, s a kiszolgáló épületeket felrobbantották. A terület a 60-as és 80-as évek közt is katonai gyakorlóterület maradt (többek között a szolnoki helyőrség katonái gyakorlatoztak itt), így az erdőben nagy számban maradtak gépkarabély vaklőszer hüvelyek, honvédségi sátorcövekek és más, a korhoz köthető relikviák. A kis erdőben és környékén fémkeresős „relikviagyűjtők” is gyakran felbukkannak, a helyiek csak „Lőszererdőnek” hívják ezt a területet.
Egyes információk szerint Paládicspuszta területén nemcsak vegyilőszer-raktár volt, de itt létesítették 1940-ben az FFG Rt. két vegyi harcanyag töltőüzemének egyikét is (a másik Nagynémetházán üzemelt). A két harcanyaggyártó üzem csak szakaszosan termelt és 1943-ra állítólag a paládicsi be is szüntette működését. A két üzem 1943-ban együttesen 160 tonna, 1944-ben pedig 350 tonna mustárgázt gyártott, amit a lőszerraktárak területén hordókban tároltak. Az előállított gáz egy részét különböző kaliberű tüzérségi lövedékekbe töltötték és bunkerekben tárolták.